# Munkfors (gemeente)
Munkfors is een Zweedse gemeente gesitueerd in Värmland. De gemeente behoort tot de provincie Värmlands län. De totale oppervlakte bedraagt 148.6 km² en ze telde in 2012 3.688 inwoners. Toerisme wordt steeds belangrijker in de gemeente en vooral Duitsers en Nederlanders komen er steeds meer op vakantie. De gemeente bestaat voor het grootste deel uit naaldbossen en wordt doorstroomd door de rivier Klarälven.

## Administratieve geschiedenis
Bij de vorming van de gemeentes behoorde Munkfors tot de gemeente Ransäter. Deze gemeente kreeg in 1949 de naam Munkfors Köping, maar het dorp Ransäter bleef lange tijd de hoofdplaats. Dit was zo totdat in 1971 de gemeente een nieuwe naamswijziging onderging en vanaf nu gewoon Munkfors werd met het dorp Munkfors als hoofdplaats. In de jaren ‘70 van de 20e eeuw kwam een herindeling van de gemeentes over heel Zweden, maar de gemeente behield in tegenstelling tot vele andere kleine gemeentes zijn formaat.

## Etymologie
De naam Munkfors betekent letterlijk 'monnikswaterval', iets wat ook terugkomt in het wapenschild van de gemeente.

## Wapenschild
Op het originele wapenschild stond een monnik gekleed in het blauw op een zilveren achtergrond met daarboven op een golvende blauwe achtergrond twee zilveren winterlinden. Deze winterlinden worden van elkaar gescheiden door een groot kruis in dezelfde kleur.
Dit wapenschild werd gemaakt voor de gemeente Ransäter en werd later door Munkfors overgenomen. Tegenwoordig wordt het wapenschild niet meer gebruikt, maar is het vervangen door een logo met daarop een waterval afgebeeld.

## Natuur
De gemeente bestaat uit 142.3 km² land en 6.3 km² water. Het grootste deel van de gemeente bestaat uit naaldbossen en het aantal inwoners per km² bedraagt slechts 28. Water vindt men terug in de vele meertjes en de rivier Klarälven.

## Bevolkingsontwikkeling
In het eerste jaar van de metingen woonden 1.614 inwoners in de gemeente. Tot het jaar 1960 is het aantal blijven stijgen en op het hoogste punt telde Munkfors 6.247 inwoners in totaal, maar dat aantal is de laatste jaren sterk achteruit gegaan. Dit is vooral omdat steeds meer Zweden naar de steden trekken.
Munkfors is een van de Zweedse gemeentes met de meeste allochtone bevolking van het hele land. Vooral veel Nederlanders en Noren hebben ondertussen al een huis gekocht in de gemeente.

## Bekende personen
- Frederik August Dahlgren: schrijver, toneelschrijver en liedjesschrijver
- Tage Erlander: Minister-president
- Erik Gustaf Geijer: schrijver, dichter, filosoof, historicus en componist
- Bosse Parnevik: imitator en komediant
- Fridolf Rhudin: acteur
- Hjalmar Peterson: Olle i Skratthult (Olle van Lachstad) zanger

## Zusterstad
Munkfors heeft ook een zusterstad namelijk Lindsborg in Kansas in de Verenigde Staten van Amerika.